# غونتر أبيل
غونتر أبيل (بالألمانية: Günter Abel)‏ هو فيلسوف ألماني، ولد في 7 نوفمبر 1947 في هومبرغ في ألمانيا.

## وصلات خارجية
- الموقع الرسمي